# 核糖核酸內切酶
核糖核酸內切酶（英語：Endoribonuclease）是一种RNA酶，对核糖核酸内一定碱基序列中某一定位置发生作用（可以是单链或双链），把该处的链切开，再由核糖核酸外切酶进行分解剪切。核糖核酸内切酶可以是单个蛋白，如RNase III、RNase A、RNase T1和RNase H等；也可以是单个或多个蛋白与RNA的复合体，如核酶RNase P和RNA誘導沉默複合體（RNA-induced silencing complex，RISC）。